# Roberto Jiménez Gago
Roberto Jiménez Gago, kurz Roberto (* 10. Februar 1986 in Fuenlabrada) ist ein spanischer Fußballtorhüter, der beim spanischen Erstligisten Real Valladolid unter Vertrag steht.

## Karriere

### Verein
Roberto Jiménez stammt aus der Jugend des spanischen Traditionsvereins Atlético Madrid. Für dessen zweite Mannschaft spielte er von 2005 bis 2007. Sein Debüt in der ersten Mannschaft gab er am 22. Dezember 2005 beim 1:2 gegen den CA Osasuna. Anschließend wurde er jedoch ausschließlich in der Segunda División B eingesetzt. Für die Saison 2007/08 wurde er an Erstliga-Absteiger Gimnàstic de Tarragona ausgeliehen, wo er direkt Stammtorwart wurde.
Nach seiner Rückkehr nach Madrid hatte er jedoch keine Aussicht auf einen Stammplatz, da diese Position mit Leo Franco besetzt war. Deshalb wurde er im Sommer 2008 an den Ligakonkurrenten Recreativo Huelva abgegeben, wobei Atlético im Tausch Florent Sinama-Pongolle erhielt. In seiner Zeit in Huelva wurde er ausschließlich im Pokal eingesetzt.
Im Sommer 2009 verließen schließlich die Torhüter Leo Franco und Grégory Coupet Atlético Madrid, sodass die Colchoneros aus der spanischen Hauptstadt die Rückkaufoption des Vertrages zogen und Roberto mit einem Dreijahresvertrag ausstatteten. Jedoch verblieb er weiter in der Reservistenrolle, zu dieser Zeit hinter dem spanischen Torhütertalent Sergio Asenjo. Nur als dieser zur U-20-WM 2009 nach Ägypten berufen wurde, kam Roberto zu ein paar wenigen Einsätzen. Kurze Zeit später drang in den Reihen Atléticos sogar ein weiteres Torwarttalent, David de Gea, vor und Roberto sah sich nun als dritte Wahl auf seiner Position. Mit dem Hauptstadtclub konnte er in der Saison 2009/10 die unter diesem Namen erstmals stattfindende UEFA Europa League gewinnen.
Aufgrund des Reservistendaseins entschloss sich Roberto den Verein zu verlassen, tat dies jedoch vorerst auf Leihbasis. Die Rückrunde der Saison 2009/10 verbrachte er beim Ligarivalen Real Saragossa und konnte dort Juan Pablo Carrizo als Stammtorhüter verdrängen. Nach dem Ende des Leihgeschäfts erfüllte er sich seinen Wunsch nach einem Wechsel und wurde schließlich vom portugiesischen Traditionsverein Benfica Lissabon verpflichtet. Dort absolvierte er einen Großteil der Ligaspiele.
Trotz guter Leistungen und der Position des Stammtorwarts zog es Roberto zur Saison 2011/12 zurück nach Spanien. Er kehrte zu Real Saragossa zurück, wo er im Jahre 2010 schon einmal beschäftigt war. Er unterschrieb dort einen Fünfjahresvertrag und steht wieder regelmäßig in der Startelf. Sein Debüt gab er am 28. August 2011 gegen Real Madrid, bei dem seine Mannschaft eine 0:6-Heimpleite hinnehmen musste. Roberto wechselte im Sommer 2013 zu Atlético Madrid.
Von seinem alten und neuen Verein wurde er gleich für ein Jahr an den griechischen Rekordmeister Olympiakos Piräus verliehen. Dank seiner herausragenden Leistungen in der Meisterschaft und der UEFA Champions League avancierte Roberto schnell zum Publikumsliebling. Im Februar 2014 sicherte sich der griechische Klub vorzeitig die Rechte am spanischen Keeper. Man einigte sich mit Atlético Madrid auf eine Ablösesumme von sechs Millionen Euro. Roberto unterschrieb einen Vierjahresvertrag bei Olympiakos Piräus.
Er steht seit 2016 bei Espanyol Barcelona unter Vertrag. 2017 wurde er für ein Jahr an den Ligakonkurrenten FC Málaga ausgeliehen. Nach Ablauf dieser Leihe kehrte er zu Espanyol Barcelona zurück. Mit dem Ende seines Vertrages bei Espanyol unterschrieb er im Sommer 2019 einen Zweijahresvertrag bei West Ham United in der englischen Premier League. Dort kam er jedoch nur sporadisch zum Zuge und nach einer Leihperiode bei Deportivo Alavés wechselte er im August 2020 ablösefrei zum spanischen Erstligisten Real Valladolid.

### Nationalmannschaft
Er durchlief alle spanischen Jugendnationalmannschaften, stand dort jedoch wie bei Atlético Madrid häufig im Schatten von Sergio Asenjo und David de Gea.

## Erfolge
Atlético Madrid
- UEFA Europa League: 2009/10

Benfica Lissabon
- Portugiesischer Pokal: 2011

Olympiakos Piräus
- Griechischer Meister: 2013/14, 2014/15, 2015/16
- Griechischer Pokalsieger: 2014/15